# What About Now
What About Now és el títol del dotzè àlbum d'estudi de la banda Bon Jovi. Produït per John Shanks, l'àlbum surt a la venda el 26 de març de 2013.
L'edició de luxe de What About Now inclou les dotze cançons de l'àlbum complet més quatre cançons més.
Because We Can fou el primer senzill del disc i fou publicat el dia 9 de gener de 2013. La cançó ha estat escrita per Bon Jovi, Richie Sambora i Billy Falcon. El títol és el mateix que la gira que realitzarà el grup.

## Llista de cançons

### What About Now
| N. | Títol                         | Durada |
| -- | ----------------------------- | ------ |
| 1  | Because We Can                | 4:00   |
| 2  | I‘m With You                  |        |
| 3  | What About Now                |        |
| 4  | Pictures Of You               |        |
| 5  | Amen                          |        |
| 6  | That‘s What The Water Made Me |        |
| 7  | What‘s Left Of Me             |        |
| 8  | Army Of One                   |        |
| 9  | Thick As Thieves              |        |
| 10 | Beautiful World               |        |
| 11 | Room At The End Of The World  |        |
| 12 | The Fighter                   |        |

### Edició de luxe
| N. | Títol                        | Durada |
| -- | ---------------------------- | ------ |
| 13 | These Two Hands              |        |
| 14 | Not Running Anymore          | 4:48   |
| 15 | Old Habits Die Hard          | 3:33   |
| 16 | Every Road Leads Home To You | 4:41   |